# Phytoliriomyza queenslandica
Phytoliriomyza queenslandica är en tvåvingeart som beskrevs av Spencer 1977. Phytoliriomyza queenslandica ingår i släktet Phytoliriomyza och familjen minerarflugor. Inga underarter finns listade i Catalogue of Life.